# Gustav Loges
Gustav Loges (* 21. Juli 1854 in Marne (Holstein); † 20. März 1919 in Pommritz) war ein deutscher Agrikulturchemiker.

## Leben
Loges studierte Chemie an der Georg-August-Universität Göttingen. 1876 wurde er Mitglied des Corps Hildeso-Guestphalia Göttingen. Nachdem er 1878 zum Dr. phil. promoviert worden war, arbeitete er an der landwirtschaftlichen Versuchsstation Kiel und analysierte mit Adolph Emmerling Wasser und Waldböden. Besonders widmete sich Loges der Kristallographie und der Elektrochemie. Ab 1890 leitete er die landwirtschaftliche Versuchsstation Posen. 1895 übernahm er die Leitung der landwirtschaftlichen Versuchsstation Pommritz. Hier führte er die Arbeit von Eduard Heiden und Paul Bretschneider fort. Hugo Neubauer war um 1895 sein Assistent.

## Mitgliedschaften
- Deutsche Landwirtschafts-Gesellschaft
- Gesellschaft Deutscher Naturforscher und Ärzte
- Deutsche Chemische Gesellschaft
- Naturwissenschaftlicher Verein für Sachsen und Thüringen in Halle
- Deutsche Gesellschaft für Züchtungskunde
- Verein für Socialpolitik
- Verband landwirtschaftlicher Versuchsstationen im Deutschen Reich

## Ehrungen
- Hofrat (1912)